# Anna Jasieńska

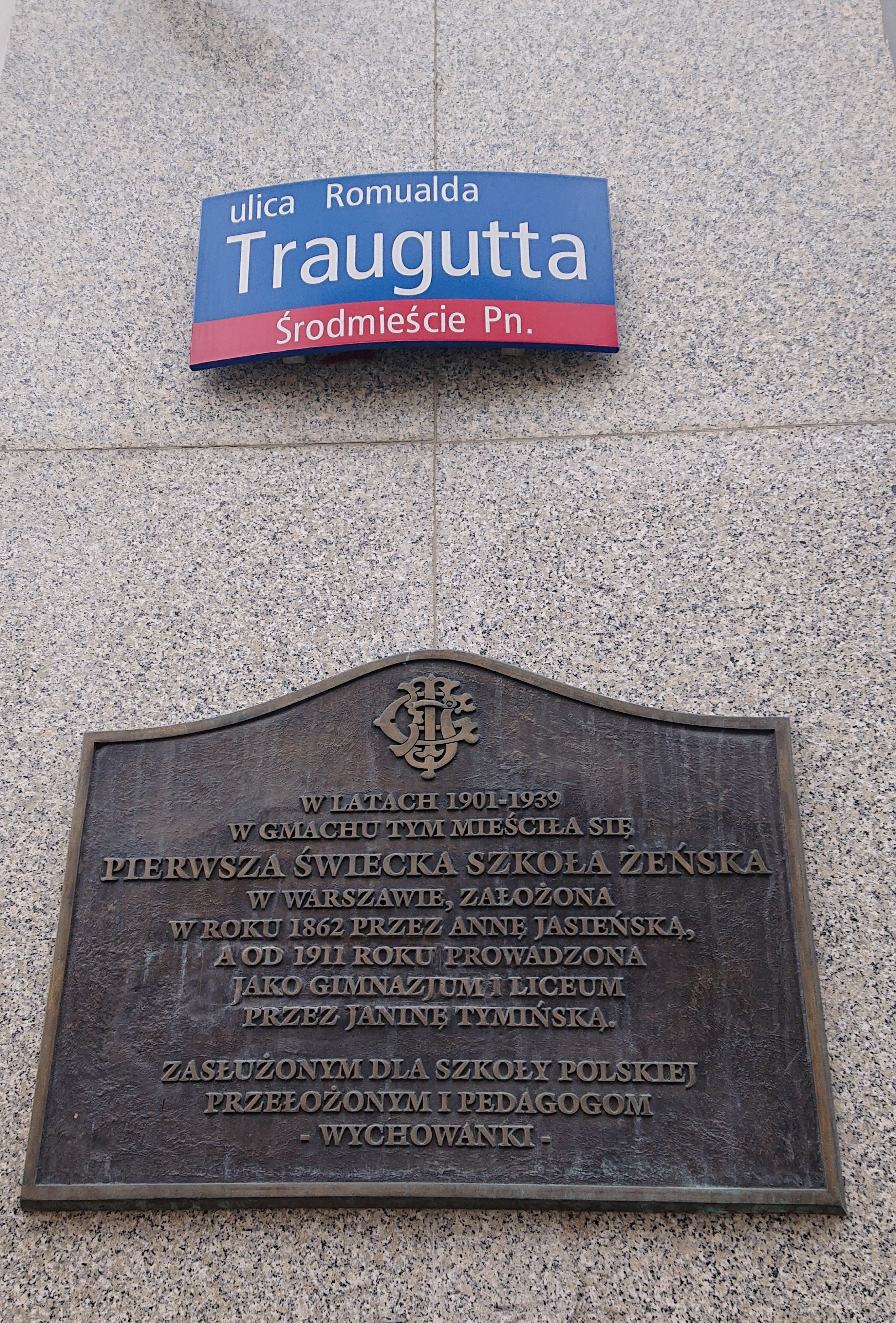
Tablica pamiątkowa na budynku przy ul. Romualda Traugutta 6 w Warszawie, gdzie od 1911 mieściła się szkoła założona przez Annę Jasieńską

Anna Jasieńska z domu Jacuńska (ur. 1838 w Warszawie, zm. w 1911 tamże) – właścicielka pensji dla dziewcząt w Warszawie.

## Życiorys
Córka kontrolera dochodów Kasy Głównej Ekonomicznej m. Warszawy i jego żony Brygidy z Dąbkowskich. Wykształcona na pensji Panien Sakramentek. W 1862 założyła na Starym Mieście w Warszawie szkółkę początkową (pierwszą świecką szkołę żeńską typu humanistycznego w Warszawie, od 1911 zwanej „pensją Tymińskiej” od nazwiska drugiej właścicielki, Janiny Tymińskiej). W 1865 przeniosła szkołę do pałacu hrabiów Potockich na Krakowskim Przedmieściu i rozszerzyła o internat. Pensja Jasieńskiej znana była z wysokiego poziomu nauczycieli. Kształciła córki ziemian, burżuazji i zamożnej warszawskiej inteligencji.
Została pochowana na Powązkach (kwatera 29, rząd 6, miejsce 14,15,16).